# A magyar női labdarúgó-válogatott mérkőzései 1987-ben
A magyar női labdarúgó-válogatott  az év során összesen hét mérkőzést vívott, ebből kettő Európa-bajnoki-selejtező volt. A mérleg: négy győzelem, egy döntetlen és két vereség.
Szövetségi kapitány:
- Rákosi Gyula

## Mérkőzések
| 14. mérkőzés 1987. június 27. | Magyarország                                   | 5 – 1             | Ausztria        | Ajka Nézőszám: 1 500 Játékvezető: Hamar László (HUN) |
| 14. mérkőzés 1987. június 27. | Nagy T. 6' 41' Jenei 43' Bárfy 54' Nagy A. 79' | (3 – 0) Részletek | Schwilhofer 64' | Ajka Nézőszám: 1 500 Játékvezető: Hamar László (HUN) |

| 15. mérkőzés 1987. június 28. | Magyarország                                                                     | 6 – 0             | Ausztria | Fonyód Nézőszám: 700 Játékvezető: Kovács I László (HUN) |
| 15. mérkőzés 1987. június 28. | Bárfy 32' Nagy A. 35' Lovász 39' 48' Kiss Lászlóné 50' (11-esből) 77' (11-esből) | (3 – 0) Részletek |          | Fonyód Nézőszám: 700 Játékvezető: Kovács I László (HUN) |

| 16. mérkőzés 1987. augusztus 19. | Svédország                          | 5 – 0             | Magyarország | Nyköping Nézőszám: 2 000 Játékvezető: Siv Uglemm (NOR) |
| 16. mérkőzés 1987. augusztus 19. | Videkull Sundhage Björk Hultin Axén | (4 – 0) Részletek |              | Nyköping Nézőszám: 2 000 Játékvezető: Siv Uglemm (NOR) |

| 17. mérkőzés 1987. szeptember 26. | Bulgária  | 0 – 0 | Magyarország | Szófia Nézőszám: 10 000 Játékvezető: Szvetanov (BUL) |
| 17. mérkőzés 1987. szeptember 26. | Részletek |       |              | Szófia Nézőszám: 10 000 Játékvezető: Szvetanov (BUL) |

| 18. mérkőzés 1987. október 7. Eb-selejtező | Magyarország | 0 – 1             | NSZK                  | Hévízi út, Budapest Nézőszám: 500 Játékvezető: Ștefan Dan Petrescu (ROM) |
| 18. mérkőzés 1987. október 7. Eb-selejtező |              | (0 – 0) Részletek | Damm 39' Fitschen 72' | Hévízi út, Budapest Nézőszám: 500 Játékvezető: Ștefan Dan Petrescu (ROM) |

| 19. mérkőzés 1987. november 7. | Magyarország                               | 4 – 0             | Bulgária | Tapolca Nézőszám: 1 000 Játékvezető: Hamar László (HUN) |
| 19. mérkőzés 1987. november 7. | Till 21' Bárfy 35' Nagy A, 41' Nagy T. 46' | (3 – 0) Részletek |          | Tapolca Nézőszám: 1 000 Játékvezető: Hamar László (HUN) |

| 20. mérkőzés 1987. november 14. Eb-selejtező | Magyarország                                                 | 7 – 1             | Svájc        | Szolnok Nézőszám: 500 Játékvezető: Gerald Losert (AUT) |
| 20. mérkőzés 1987. november 14. Eb-selejtező | Till 32' Nagy A. 52' 53' 57' Bárfy 62' Nagy T. 64' Főfai 72' | (1 – 1) Részletek | Poncioni 33' | Szolnok Nézőszám: 500 Játékvezető: Gerald Losert (AUT) |